# Icheon
Icheon (hangul 이천시, hanja  利川市) är en stad i den sydkoreanska provinsen Gyeonggi. Invånarantalet var 225 418 i slutet av 2020, varav 97 872 invånare bodde i själva centralorten.

## Administrativ indelning
Centralorten är indelad i fyra stadsdelar (dong)
Changjeon-dong,
Gwango-dong,
Jeungpo-dong och
Jungni-dong.
Resten av kommunen är indelad i två köpingar (eup) och åtta socknar (myeon):
Baeksa-myeon,
Bubal-eup,
Daewol-myeon,
Hobeop-myeon,
Janghowon-eup,
Majang-myeon,
Moga-myeon,
Seolseong-myeon,
Sindun-myeon och
Yul-myeon.